# Paulus de Roda
Paulus de Roda (* spätestens Mitte des 15. Jahrhunderts; † Dezember 1514 vielleicht in ’s-Hertogenbosch) war ein franko-flämischer Komponist, Sänger und Chormeister der Renaissance.

## Leben und Wirken
Das Geburtsjahr von Paulus de Roda konnte von den Musikhistorikern bisher nur ungefähr und indirekt ermittelt werden; sein Geburtsort ist bislang unbekannt geblieben. Die Überlieferung seines musikalischen Werks befindet sich in Archiven des südostdeutschen Raums und der Stadt Ferrara; hier trifft man die Namensvarianten „Paulus de Rhoda“ und „Paulus de Broda“ (Glogauer Liederbuch) an. Über seinen Lebenslauf gibt es nur wenige Informationen; diese stammen ausschließlich aus den Rechnungsbüchern der niederländischen Marienbruderschaft Lieve Vrouwe Broederschap, und zwar aus deren Niederlassungen in ’s-Hertogenbosch und Bergen op Zoom, wo der Komponist „meester Pauwels (oder Pouwels) van Rode“ (oder auch van Roede, de Roeij und ähnliche) genannt wird. Dies hatte auch zunächst zur Annahme von Personen mit verschiedener Identität geführt.
Dass für ihn seitens der musikhistorischen Wissenschaft inzwischen allgemein ein und dieselbe Person niederländischer Abstammung angenommen wird, geht auf ein niederländisches Text-Incipit einer bestimmten Handschrift zurück (I-Rc 2856) und auf die Erwähnung der Komposition eines Requiems vom Jahr 1496 in einem Rechnungsbuch aus 's-Hertogenbosch. Diese Komposition ist jedoch nicht überliefert. Dagegen kann das Stück „Ave, salve, gaude, vale“ von 1469/70 aus dem Chorbuch des Nicolaus Leopold durch Vergleich mit einer anderen Handschrift („Apel-Codex“), hier mit dem Text „Vulnerasti cor meum“, eindeutig Paulus zugeordnet werden und gilt als das früheste bekannte Werk des Komponisten. Ab dieser Zeit ist auch seine Tätigkeit für die Bruderschaft in ’s-Hertogenbosch gut dokumentiert. Für diese religiöse Gemeinschaft hat er ab dem Jahr 1471 immer wieder Sänger beschafft, unter ihnen auch den Komponisten Johannes Agricola. Paulus de Roda wurde ab 1486 (vielleicht auch schon zwei Jahre früher) Nachfolger von Jacob Obrecht in der Stellung des Chormeisters bei der gleichen Bruderschaft in Bergen op Zoom. Im Rechnungsbuch der Bruderschaft seines vorangegangenen Tätigkeitsorts ist vor Weihnachten 1514 die Feier eines Requiems für Paulus de Roda eingetragen, woraus sich ergibt, dass der Komponist kurz vorher verstorben ist.

## Bedeutung
Die bedeutendsten Kompositionen, die Paulus de Roda namentlich zuzuordnen sind, befinden sich in dem Leopold- und Apel-Codex. In diesen zeigt der Komponist in der Verschiedenartigkeit seiner kontrapunktischen Kompositionsweise und in der Verwendung imitatorischer und freier Abschnitte eine beachtliche Originalität und kompositorische Fähigkeit, auch in seiner Vorliebe für Kontraste zwischen vierstimmigen Teilen im Wechsel mit zweistimmigen (Duos). Seine Komposition „Phfawin schwantcz“, welche die gleiche Tenormelodie verwendet wie das gleichnamige Stück von Barbingant, ist wohl im Original für Instrumente bestimmt und historisch aufschlussreich, steht stilistisch jedoch hinter den anderen Werken zurück.

## Werke
- „Ave, salve, gaude, vale“ zu vier Stimmen (anonym), als Kanonmotette zu vier Stimmen mit dem Text „Vulnerasti cor meum“
- Carmen zu drei Stimmen; es gibt eine erweiterte Fassung (anonym)
- „Ghenochte drive“ zu drei Stimmen
- „Phfawin schwantcz“ zu vier Stimmen; der Beginn des Diskants ist identisch mit dem Beginn des Tenors der Komposition „Ma bouche rit“ von Johannes Ockeghem
- Requiem, mehrstimmig (verschollen)
- Zwei textlose Kompositionen zu je vier Stimmen (beide anonym), Zuschreibung an Paulus de Roda durch Th. Noblitt 1987